# Enerhetyk Boersjtyn
FK Enerhetyk Boersjtyn (Oekraïens: Футбольний клуб «Енергетик» Бурштин) was een Oekraïense voetbalclub uit Boersjtyn.
De club werd in 1948 opgericht en speelde tot 1998 in de regionale competitie van de oblast Ivano-Frankivsk. Dat jaar werd de club kampioen en won ook in de nationale amateurkampioenschap. Hierdoor kwam de ploeg sinds 1998 uit in de Droeha Liha. Na een tweede plaats in de Droeha Liha A in 2005 promoveerde de club naar de Persja Liha. Aan het einde van het seizoen 2011/12 trok de club zich vanwege financiële problemen terug en werd vervolgens opgeheven. 

## Historische namen
- 1948: Zestol
- 1950: Kolhosnyk
- 1958: Zestol
- 1963: Enerhetyk
- 1964: DRES
- 1965: Enerhetyk
- 1967: DRES
- 1969: Enerhetyk
- 1972: Avangard
- 19??: Generator
- 199?: Domobudivitsj
- 1995: Enerhetyk